# Genotip
Un genotip este compoziția genetică (în ansamblu sau parțială) a unei celule, organism sau individ; de obicei ea e determinată în raport cu un anumit caracter, sau o anumită trăsătură. Cu alte cuvinte, genotipul este compoziția în alele, relevantă pentru trăsătura de referință.
Este general acceptată ideea ca genotipul moștenit, factori ambientali neereditari, precum și combinația acestor două elemente, contribuie la fenotipul unui individ.
Genotipul reprezintă totalitatea proprietăților ereditare ale unui organism. Cu alte cuvinte, reprezintă atât caracteristicile vizibile în fenotip, cât și trăsăturile care îi conferă rezistența la boli, funcționarea organelor etc.